# Miss Áustria
Miss Áustria é um concurso de beleza feminino nacional realizado anualmente desde 2014 pela empresária Silvia Schachermayer com o intuito de eleger a melhor candidata austrícia em busca do título de Miss Universo. O país nunca ganhou uma coroa no concurso, o mais próximo que chegou foi com Eva Maria Düringer em 1977. A atual detentora do título é a modelo Amina Dagi, que curiosamente usou como traje típico no Miss Universo 2015 a caracterização da cantora Conchita Wurst.

## Vencedoras

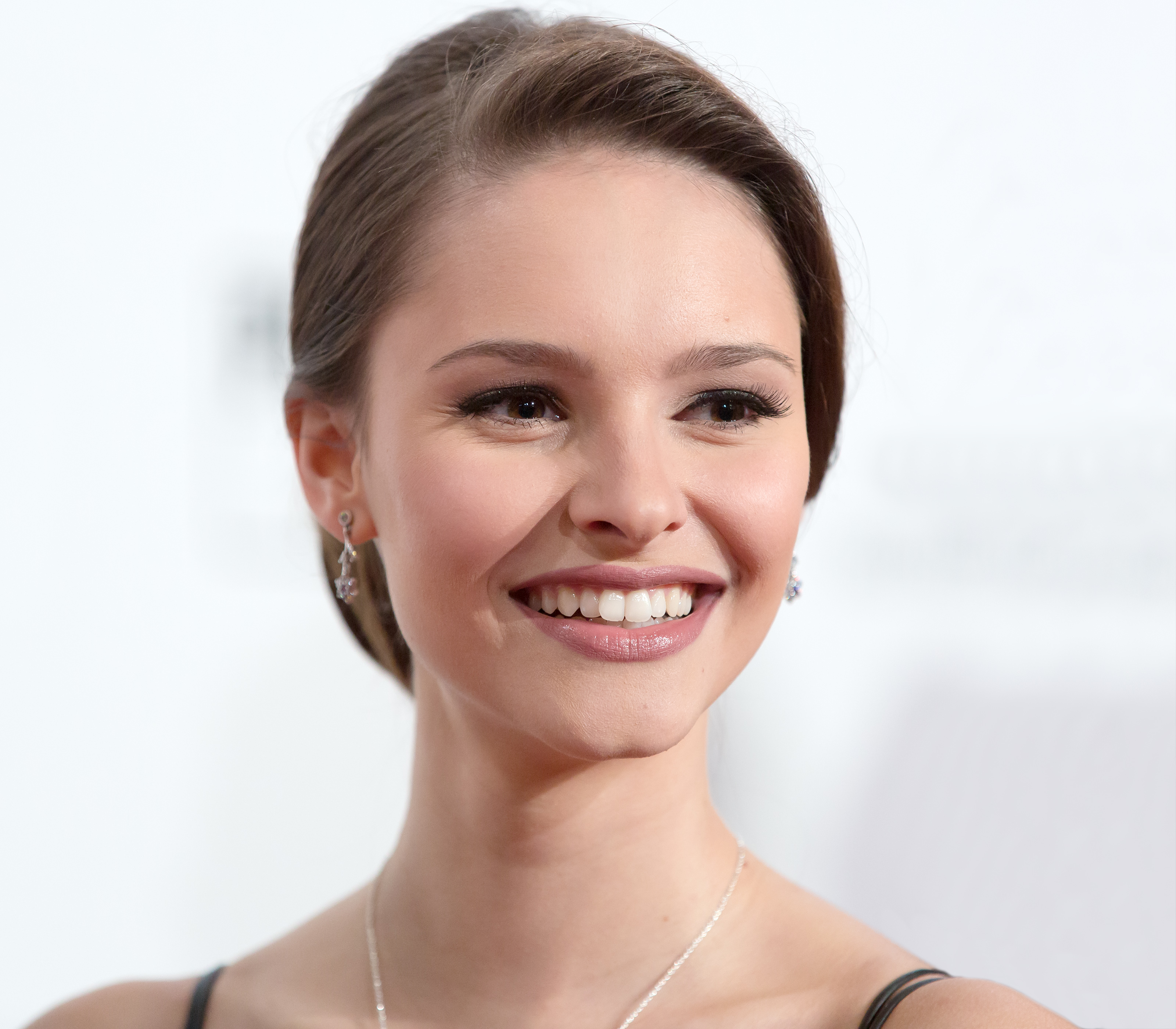
A mais recente detentora do título austríaco, a modelo Julia Furdea.

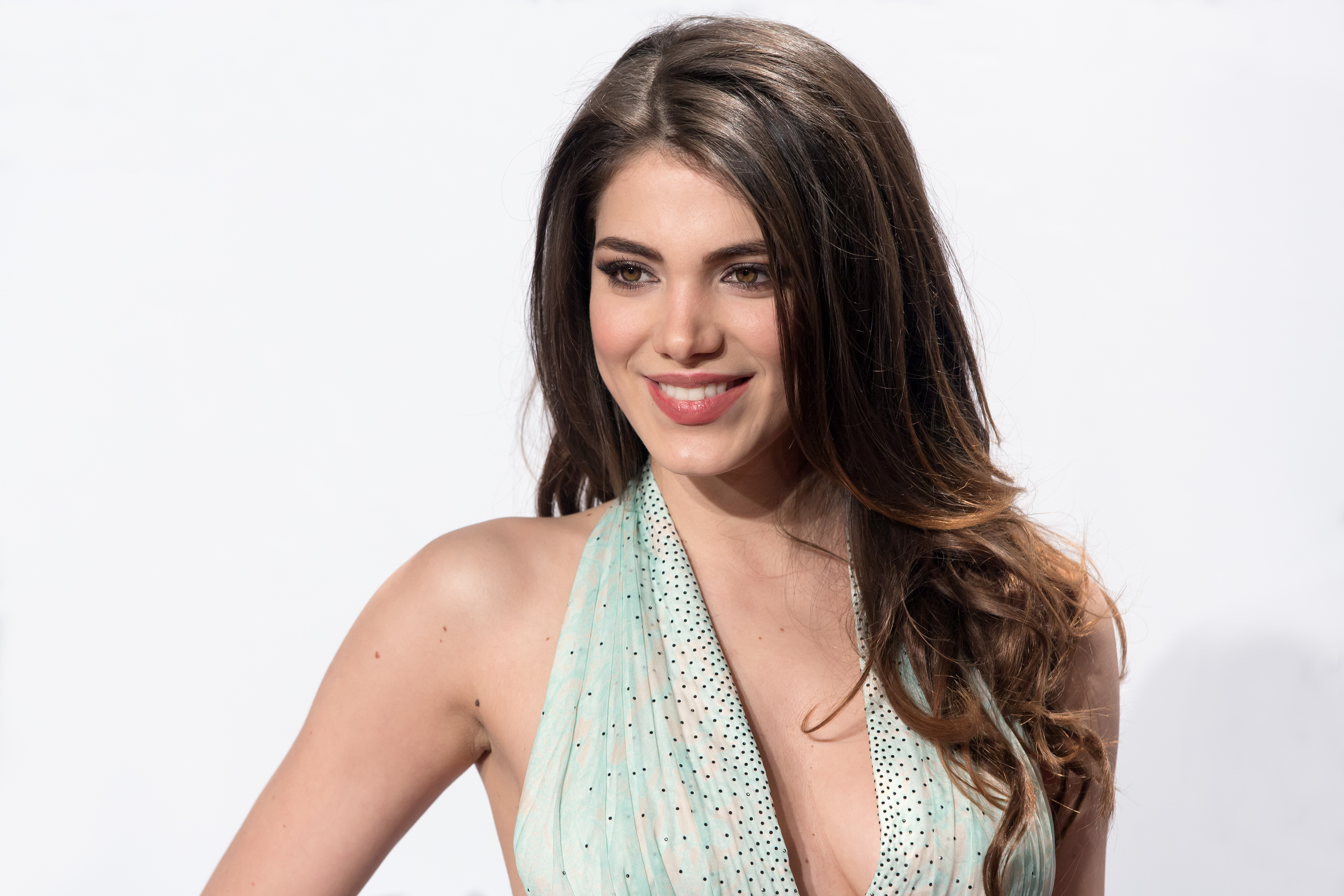
A modelo e Miss Áustria 2015, Amina Dagi.

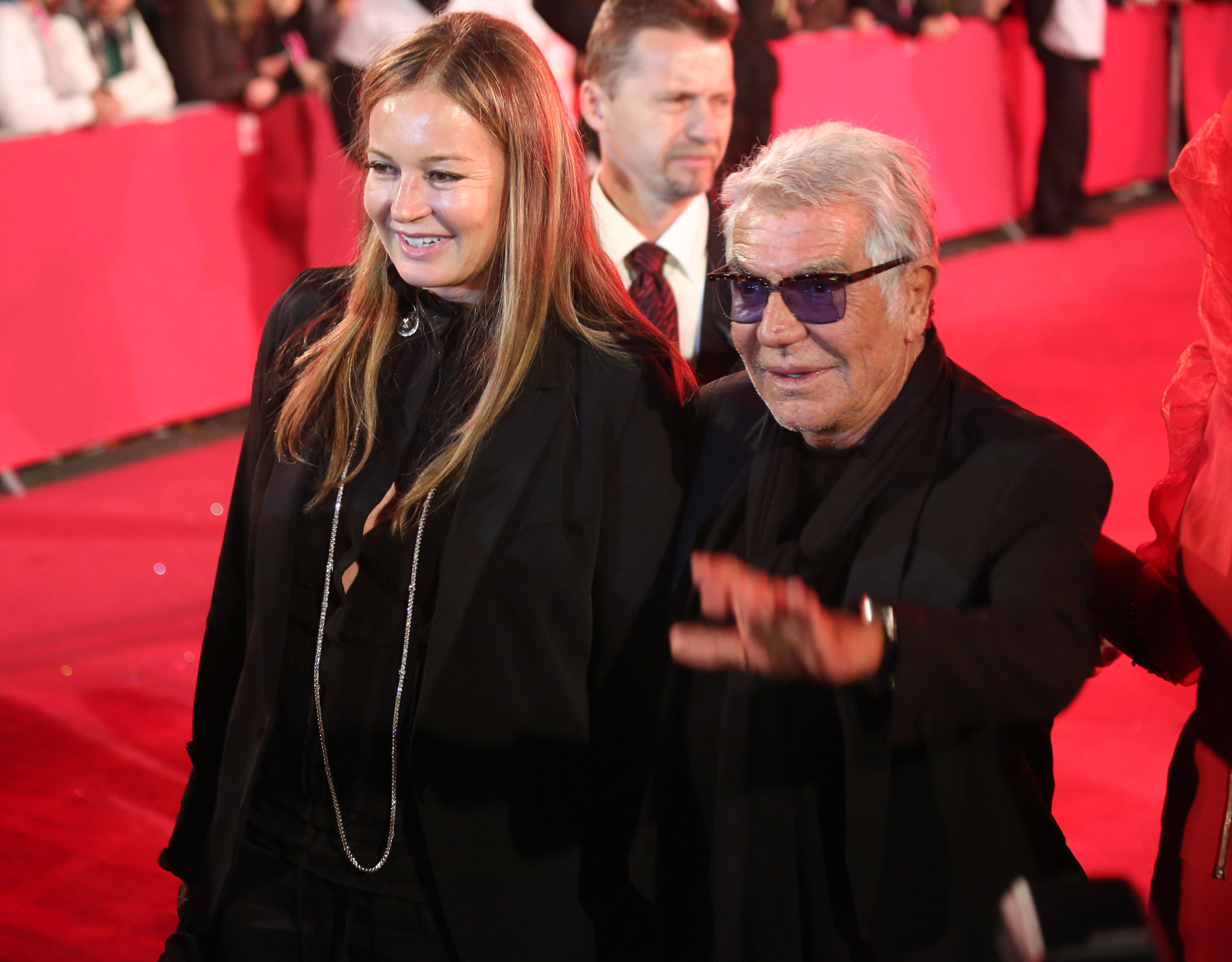
A Vice-Miss Universo 1977, atualmente Eva Cavalli, mulher do estilista italiano Roberto Cavalli.

| Ano  | Vitoriosa                | Estado        | Colocação              |
| 1950 | Hanni Schall             | Viena         |                        |
| 1953 | Lore Felger              | Viena         | Semifinalista (Top 15) |
| 1957 | Hannerl Melcher          | Viena         | Semifinalista (Top 15) |
| 1959 | Christine Spazier        | Viena         |                        |
| 1960 | Elizabeth Hodacs         | Viena         | 3º. Lugar              |
| 1961 | Ingrid Bayer             | Vorarlberg    |                        |
| 1962 | Christa Linder           | Viena         | Semifinalista (Top 15) |
| 1963 | Gertraud Bergler         | Viena         | Semifinalista (Top 15) |
| 1964 | Gloria Mackh             | Viena         |                        |
| 1965 | Karin Schmidt            | Salzburgo     |                        |
| 1966 | Renate Polacek           | Viena         |                        |
| 1967 | Christl Bartu            | Vorarlberg    |                        |
| 1968 | Brigitte Krüger          | Salzburgo     |                        |
| 1969 | Eva Rueber-Staier        | Estíria       | Semifinalista (Top 15) |
| 1970 | Evi Ifriede Kurz         | Viena         |                        |
| 1971 | Edeltraud Neubauer       | Viena         |                        |
| 1972 | Ursula "Uschi" Pacher    | Caríntia      |                        |
| 1973 | Roswitha Kobald          | Estíria       |                        |
| 1974 | Eveline Engleder         | Alta Áustria  |                        |
| 1975 | Rosemarie Holzschuh      | Baixa Áustria |                        |
| 1976 | Heidi-Marie Passian      | Baixa Áustria |                        |
| 1977 | Eva Maria Düringer       | Vorarlberg    | 2º. Lugar              |
| 1978 | Doris Anwander           | Vorarlberg    |                        |
| 1979 | Karin Zorn               | Estíria       |                        |
| 1980 | Stefanie Muller          | Viena         |                        |
| 1981 | Gudrun Gollop            | Viena         |                        |
| 1982 | Elisabeth Kawan          | Estíria       |                        |
| 1983 | Mercedes Stermitz        | Estíria       |                        |
| 1984 | Michaela Nussbaumer      | Vorarlberg    |                        |
| 1985 | Martina Margarete Haiden | Viena         |                        |
| 1986 | Manuela Redtenbacher     | Viena         |                        |
| 1987 | Kristina Sebestyen       | Viena         |                        |
| 1988 | Maria Steinhart          | Viena         |                        |
| 1989 | Bettina Berghold         | Viena         |                        |
| 1990 | Sandra Luttenburger      | Viena         |                        |
| 1992 | Karin Friedl             | Viena         |                        |
| 1993 | Rosemary Bruckner        | Viena         |                        |
| 1999 | Katja Giebner            | Viena         |                        |
| 2004 | Daniela Strigl           | Viena         |                        |
| 2013 | Doris Hofmann            | Alta Áustria  |                        |
| 2014 | Julia Furdea             | Alta Áustria  |                        |
| 2015 | Amina Dagi               | Vorarlberg    |                        |
| 2016 | Dajana Dzinic            | Alta Áustria  |                        |
| 2017 | Celine Schrenk           | Baixa Áustria |                        |